# Křížová cesta (Cvikov)
Křížová cesta ve Cvikově na Českolipsku se nachází na Křížovém vrchu-Kalvárii (původně Lískový vrch) 1,3 kilometru severovýchodně od města.

## Historie

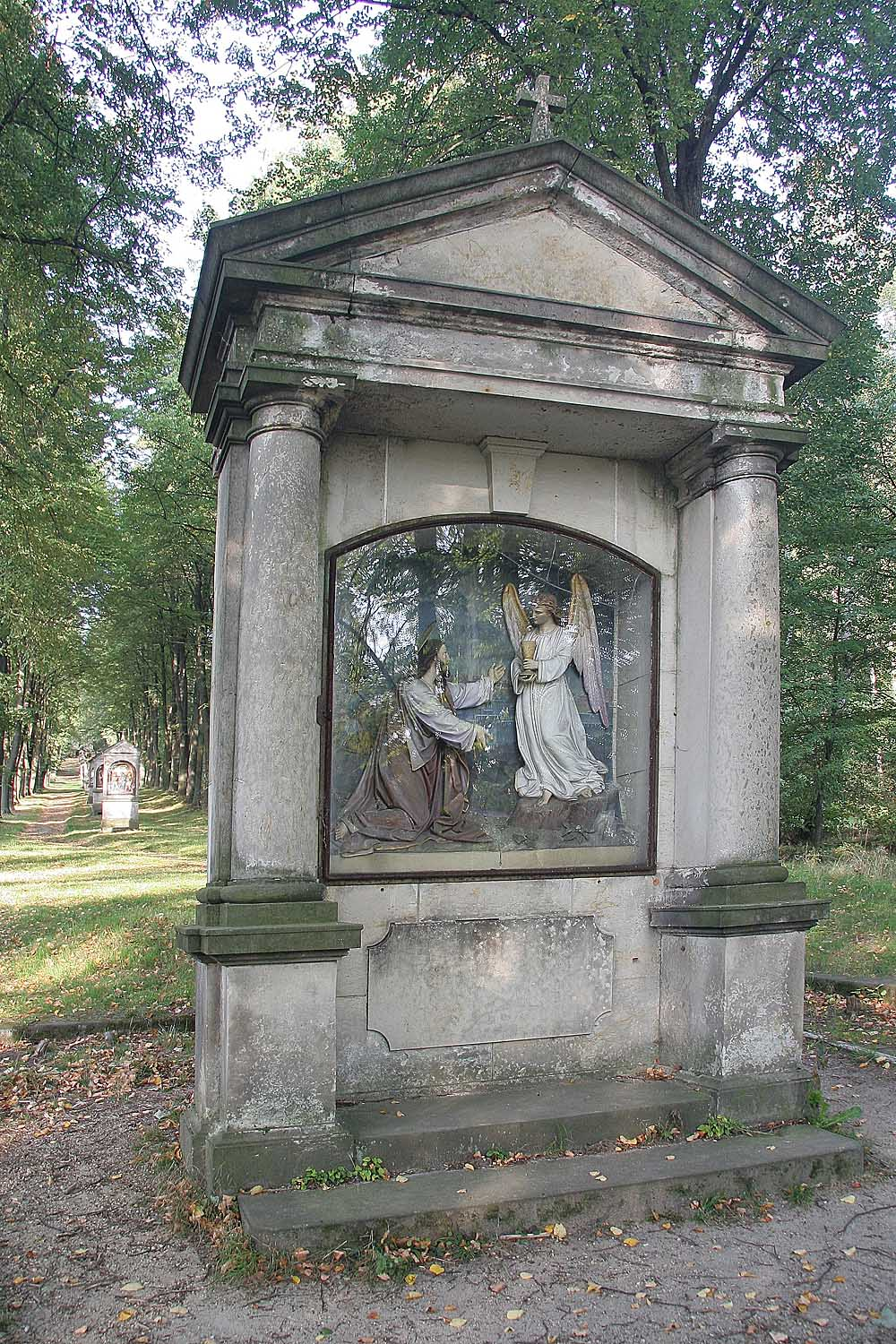
Zastavení křížové cesty, Cvikov

Křížovou cestu původně tvořilo 8 zděných kapliček. Byly stavěny postupně z vrchu kopce dolů na náklad několika dobrodinců. Kapličky byly vymalovány na plátně nejdůležitějšími zastaveními Ježíšova utrpení. První z nich, znázorňující Ukřižování, byla vysvěcena v květnu 1730 a dalších 5 zastavení přibylo do roku 1736. Zbývající dvě kapličky byly postaveny v letech 1741 a 1747, poslední, znázorňující Ježíšovo odsouzení, byla vysvěcena roku 1751.

### Poutní místo
V červnu 1728 získal punčochář Johann Franz Richter povolení k výstavbě poustevny a spolu s Florianem Friedrichem začal budovat poutní místo. O Velikonocích roku 1729 vztyčili na skalnatém vrcholku tři kříže, u nichž byly poprvé předváděny Pašije o utrpení Páně. Později se pašije hrály na náměstí ve Cvikově, odkud se na paměť ukřižování Ježíše Krista vynášely na vrchol kopce velké dřevěné kříže. V dubnu roku 1730 byla zahájena stavba kamenného Božího hrobu, nad nímž byla postavena dřevěná stříška s podloubím a dokončená kaple byla vysvěcena 24. července 1735. Poté byla podél cesty ke kapli postavena zastavení křížové cesty.
Roku 1736 byl na vrcholu postaven nový kříž, protože původní byl poražen větrem. V srpnu 1738 se začala stavět poustevna, vysvěcená 24. ledna 1740. Roku 1762 byla na poustevně postavena věžička se zvonem. Poustevníci zde žili až do roku 1782, kdy císař Josef II. c.k. dekretem všechny poustevny zrušil.
Kaple Božího hrobu chátrala a církevní úřady prosazovaly zrušení pašijových her i zbourání kapliček křížové cesty. Cvikovský děkan Ignaz Jaksch roku 1797 pašijová představení ve Cvikově zrušil, ale spolu s obyvateli města se postavil za zachování Kalvárie. Podle konečného rozhodnutí z roku 1805 se měla křížová cesta nově zřídit ve cvikovském kostele, kapličky na Kalvárii měly být ponechány osudu a nesměly se opravovat. Dřevěná kaple Božího hrobu stála do roku 1845, kdy byla na jejím místě z dobročinných darů postavena nová kamenná kaple, vysvěcená 24. října 1847. Na jejím oltáři byl umístěn obraz Snímání z kříže, namalovaný podle Rubense. V roce 1883 byla kaple Kalváriovým spolkem renovována a v témže roce byla kolem cesty vysázena lipová alej.
Kapličky křížové cesty postupně zchátraly a roku 1890 stály už jen čtyři. Koncem 19. století bylo z dobročinných příspěvků vystavěno 14 nových kamenných kapliček. V jejich zasklených výklencích byly umístěny umělecky vyřezávané dřevěné obrazy od mnichovské firmy Meyer a v říjnu roku 1900 byly kapličky vysvěceny Představeným kapucínského kláštera v Rumburku.
Na vrcholové skále za kaplí Božího hrobu byla upravena malá plošinka, na níž stál kamenný sloup s železným křížem z roku 1830, obklopený sochami Panny Marie, svatého Jana Evangelisty a svaté Maří Magdalény z 1. poloviny 19. století. Na plošině bylo také několik laviček s výhledem na Cvikov a jeho okolí.
V roce 1923 byl v lesíku za kaplí upraven a 14. října slavnostně posvěcen "Háj hrdinů", věnovaný obětem 1. světové války. Na kamenech mezi vysázenými rododendrony bylo umístěno více než sto bronzových tabulek se jmény padlých a o výročních dnech se sem konaly průvody spojené s pobožnostmi.
Po druhé světové válce poutní areál dál postupně chátral. Po roce 1991 jej cvikovský městský úřad nechal opět zrenovovat. V lipové aleji stojí všech 14 kaplí křížové cesty se zasklenými plastickými výjevy i větší výklenková kaple na úpatí s reliéfem Krista na hoře Olivetské, pocházející údajně z roku 1732. Vrcholová kaple Božího hrobu byla opravena, ale uvnitř je prázdná. V lesíku za kaplí jsou dosud patrné pozůstatky bývalé parkové úpravy, ze soch na skále zůstala už jen svatá Maří Magdalena a Panna Marie s uraženou hlavou. Socha svatého Jana Evangelisty byla v říjnu roku 2000 zcizena.
Křížová cesta s kaplí Božího hrobu a sousoším Kalvárie je chráněna jako nemovitá Kulturní památka České republiky.

## Fotografie

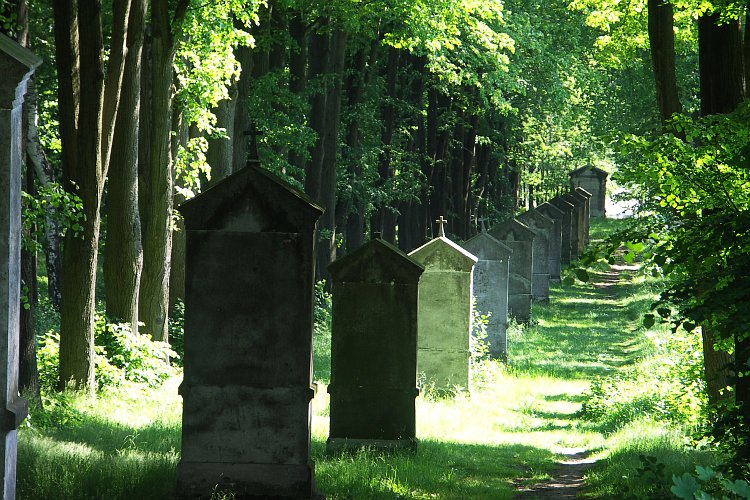
Křížová cesta
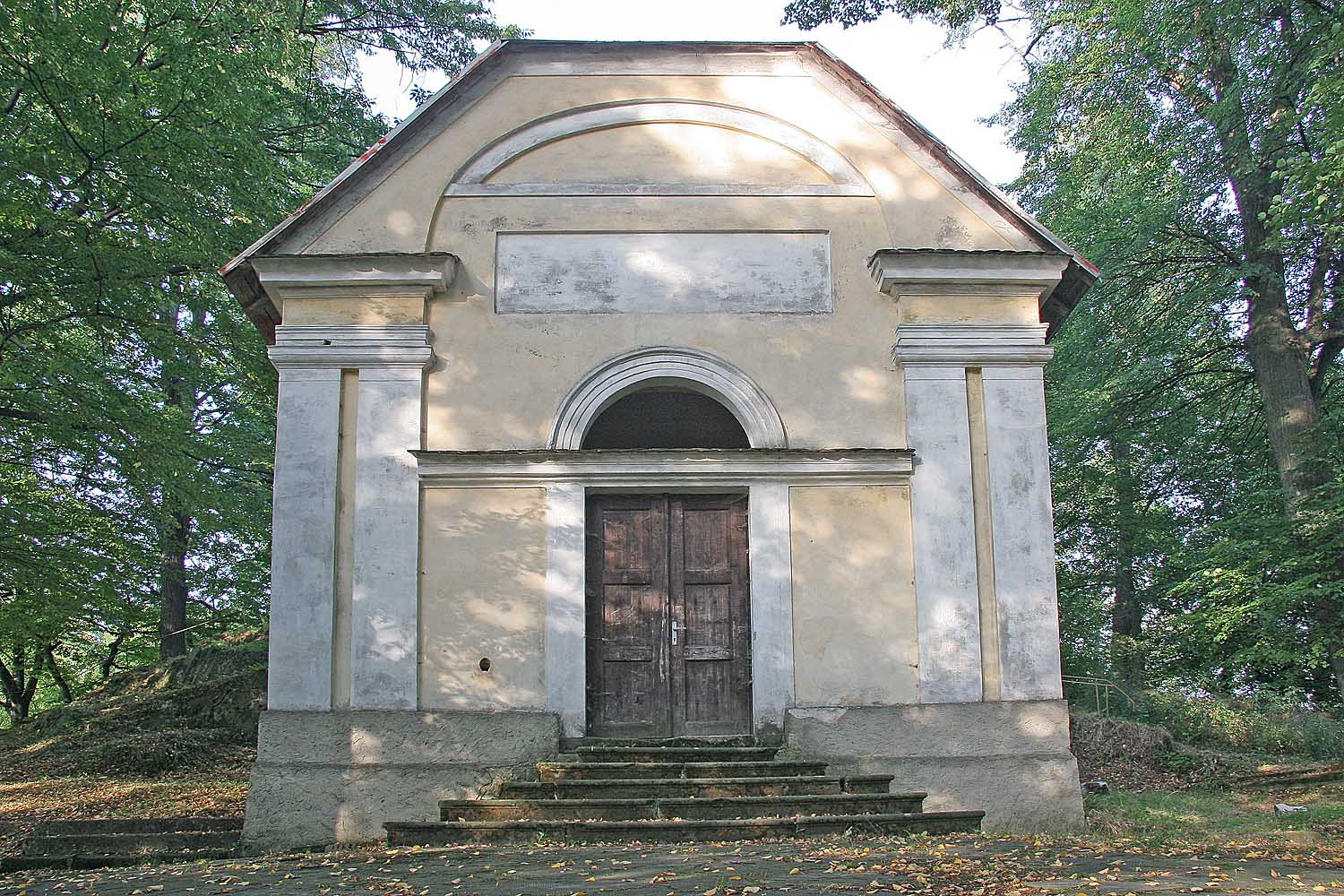
Kaple Božího hrobu
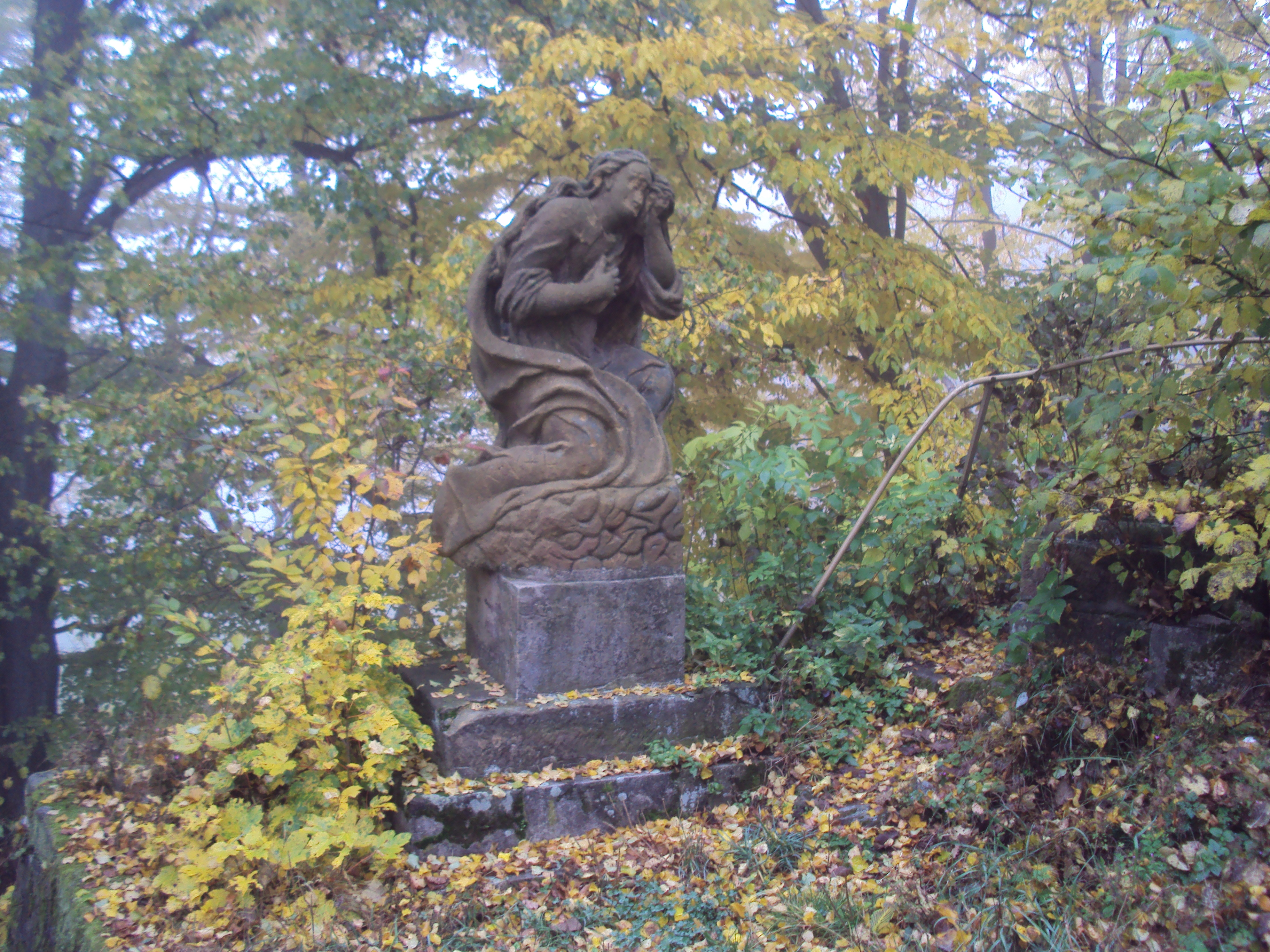
Část sousoší Kalvárie
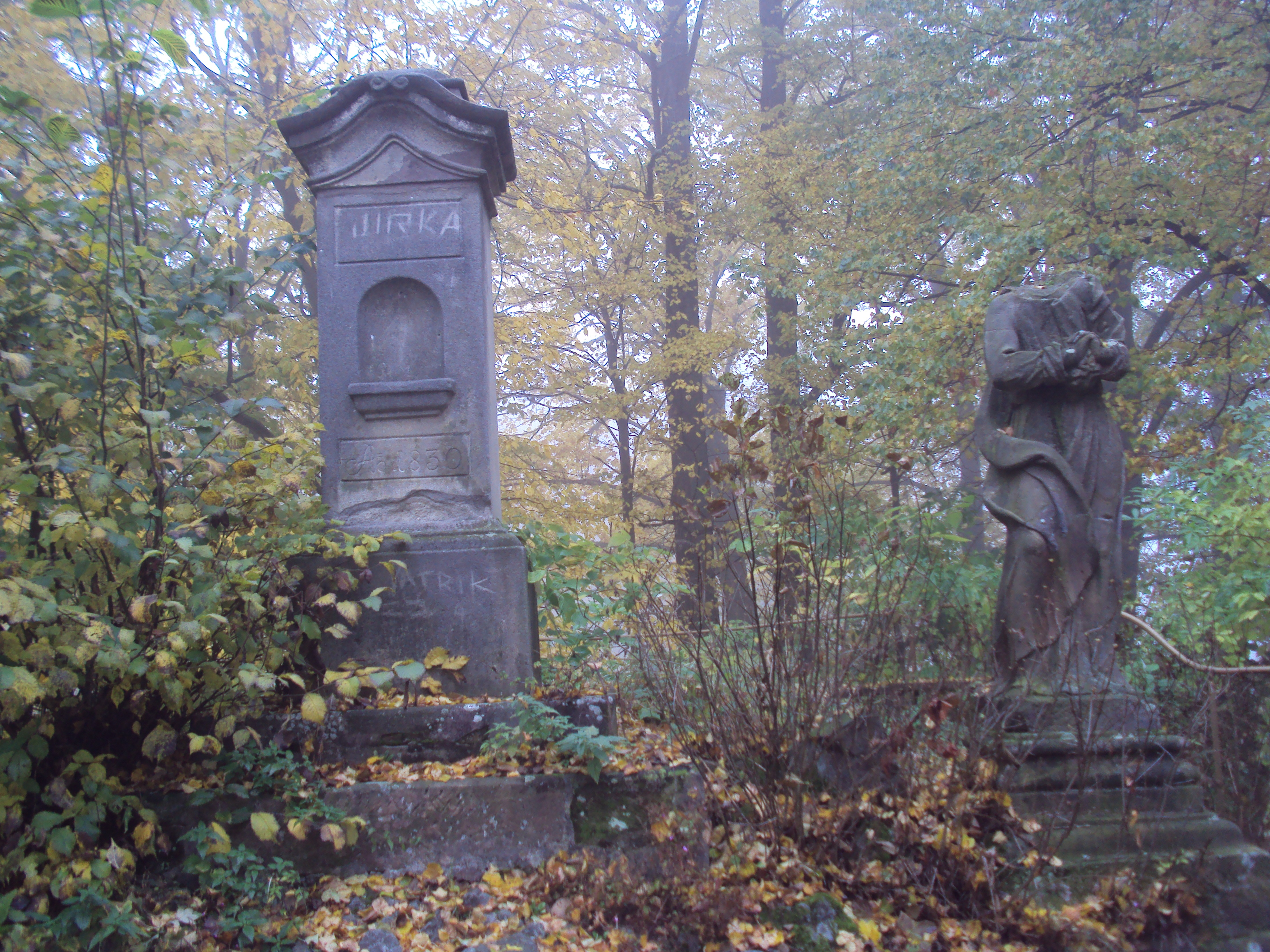
Část sousoší Kalvárie s podstavcem pro Kříž